# Uttara Aszadha (nakszatra)
Uttara Aszadha (Dewanagari: उत्तराषाढा) – nakszatra, rezydencja księżycowa.
Termin używany w astrologii dźjotisz do określenia części Zodiaku położonej częściowo w Koziorożcu a częściowo w Wodniku.
Uttara oznacza wschód, aszadha oznacza niezdobyty. W połączeniu z nakszatrą Purwa Aszadha reprezentują odkrywanie talentów. W Purwa następuje świt psychologicznych zmian a w Uttara następuje asymilacja.

Nakszatra ta wpływa tak, że stwarza stabilny i dobry dzień, który nadaje się na wzięcie inicjatywy w swe ręce, ustabilizowanie spraw.